# José María de Ulloa y Ortega-Montañés
José María de Ulloa y Ortega-Montañés (Cáceres, 1839-Madrid, 1905) fue un político español, diputado durante el Sexenio Democrático, cargo que volvió a ocupar durante la Restauración, además de senador. Ostentó el título nobiliario de octavo marqués de Castroserna.

## Biografía
Era hijo de Gonzalo María de Ulloa y Queipo de Llano. Nacido en Cáceres el 4 de febrero de 1839, heredó el marquesado de Castroserna. Fue diputado a Cortes en 1872 por Cáceres y senador en 1881 por la provincia de Cáceres, donde tenía propiedades e influencias. Ejerció los cargos de teniente alcalde de Madrid y consejero de Agricultura. Ulloa, que votaba con los liberales, el 17 de mayo de 1886 volvió a ser proclamado diputado, en esta ocasión por el distrito de Navalmoral de la Mata, cargo que juró el 11 de junio.  En 1889 obtuvo el cargo de senador vitalicio.
Falleció en Madrid el 2 de enero de 1905 y su cadáver fue transportado en tren hasta Cáceres para ser enterrado en el cementerio municipal de dicha ciudad. Gracias a su patrimonio, las herencias que obtuvo y las de su esposa María Calderón de la Barca, además de por los rendimientos de las empresas y compañías de que era accionista, se le habría llegado a tener por uno de los hombres más ricos de España, según Publio Hurtado. Heredó de su hermano Gonzalo María de Ulloa y Ortega-Montañés, conde de Adanero, una notable colección de arte que se dispersó tras su fallecimiento, además del título de conde de este, que sin embargo traspasó a su hijo Gonzalo María de Ulloa y Calderón de la Barca.